# Assunzione della Vergine (Perugino Napoli)
L'Assunzione della Vergine con santi e il cardinale Oliviero Carafa è un dipinto tempera su tavola (500×300 cm) del Perugino databile tra il 1506 e il 1509 e conservato nel duomo di Napoli.
Si tratta della pala di maggior dimensione del catalogo del pittore.

## Storia
La pala fu commissionata intorno al 1503 dal potente cardinale Oliviero Carafa, ritratto anch'egli nel dipinto in basso a sinistra, in occasione della sua nomina ad amministratore apostolico dell'arcidiocesi di Napoli (carica ricoperta dal 1503 al 1506). L'opera era in origine destinata all'altare maggiore della cattedrale, zona che fu interessata per volere e finanziamento dello stesso prelato da ingenti lavori di ristrutturazione, che portarono alla costruzione anche della cappella di famiglia sotto la zona absidale. La pala rimase sull'altare maggiore fino al 1744 giacché fu spostata e di volta in volta ricollocata in altri spazi del medesimo edificio.
Durante la visita di Giorgio Vasari alla città di Napoli nel 1545-1546, e più nello specifico al duomo, per il quale ricevette la commessa delle due porte a copertura degli organi della chiesa, il pittore e biografo scrisse sull'opra del Perugino ne Le Vite: «Dipinse [Perugino] al cardinal Caraffa di Napoli nello Piscopio una tavola allo altar maggiore, dentrovi l'assunzione di Nostra Donna e gli Apostoli ammirati intorno al sepolcro».
Il terremoto dell'Irpinia del 1732 danneggiò la chiesa e in particolare la zona della tribuna; nel 1739 il cardinale Spinelli finanziò i lavori di ristrutturazione commissionando a Pietro Bracci il gruppo scultoreo dell'Assunta destinato a sostituire la tavola del Perugino, che quindi cambiò per la prima volta la sua collocazione tra il 1741 e il 1744.
Effettuati i dovuti interventi nella chiesa, intorno al 1754 la tavola fu collocata nella parete di fronte al battistero di San Giovanni in Fonte nella basilica di Santa Restituta, dove vi rimase almeno fino alla fine del Settecento. Secondo le fonti dell'epoca la tavola fu manomessa nella sua integrità a causa della forte umidità che vi era in quel luogo e ad un restauro malfatto.
Negli anni successivi, tra il 1845 e il 1877, la tavola fu spostata sulla parete del transetto sinistro accanto all'ingresso nella sacrestia, dopo la cappella Seripando (titolata alla Maria Maddalena), per volontà del cardinale Riario. In questo stesso secolo alcuni scrittori e storici riferirono una discordia circa la committenza della pala, alcuni che erano in favore al cardinale Oliviero mentre altri in favore al nipote di questi, Vincenzo Carafa. Quest'ultima asserzione costituisce di fatto un errore in quanto Vincenzo fu sì arcivescovo nel 1505, ma cardinale solo nel 1527 (e il ritratto del committente dell'opera riprende il medesimo in abiti cardinalizi).
Due ulteriori restauri furono eseguiti nel 1935 e nel 1960. Nove anni più tardi quest'ultima data l'opera viene invece spostata nuovamente in favore della cappella Baraballo (poi Milano), nel transetto destro, dov'è tutt'oggi. Un ulteriore restauro è stato eseguito nel 2003.

## Descrizione
La tavola (che si compone di otto fasce congiunte) vede la scena ritratta divisa su due piani, com'era consuetudine per il Perugino in questo genere di opere. Nella parte alta è la Vergine Assunta contornata da angeli musicanti.
In basso è un tipico paesaggio umbro dove sono disposti in primo piano figure di santi (tra cui san Tommaso, san Paolo e san Gennaro dietro al Carafa) e apostoli adoranti. A sinistra invece c'è il ritratto del committente in preghiera. Il viso del cardinal Carafa appare differente rispetto ad altri ritratti noti, come i cicli di Filippo Lippi nella cappella di Santa Maria sopra Minerva o come la scultura marmorea nella cappella del Succorpo dello stesso duomo napoletano. Il motivo per cui si presenta questa diversità fisionomica rispetto alle effigi "ufficiali", che ha causato nel tempo anche un cambio di riferimento da parte della critica in merito al reale committente, ritenendo taluni di essi (erroneamente) che trattasi del nipote Vincenzo anziché di Oliviero, è dovuto sostanzialmente al fatto che la tavola è stata compiuta dal Perugino nella sua bottega romana, o tutt'al più perugina, quindi "a distanza" (non si trattava dunque di un ritratto al naturale), e solo a lavoro compiuto condotta poi a Napoli.

## Galleria d'immagini

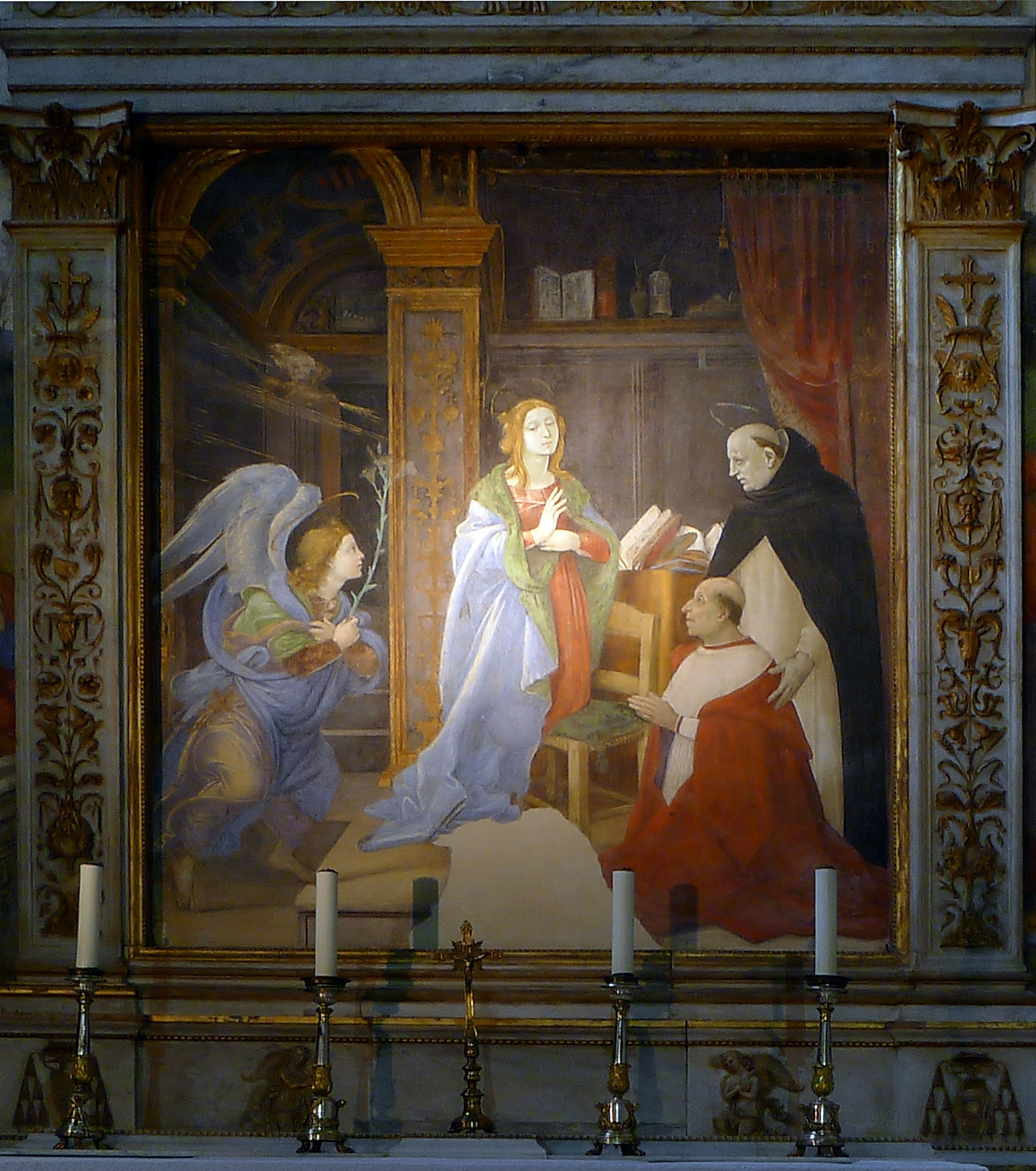
Filippo Lippi, Annunciazione con il cardinale Oliviero Carafa, 1489-1491 (chiesa di Santa Maria Sopra la Minerva, Roma)
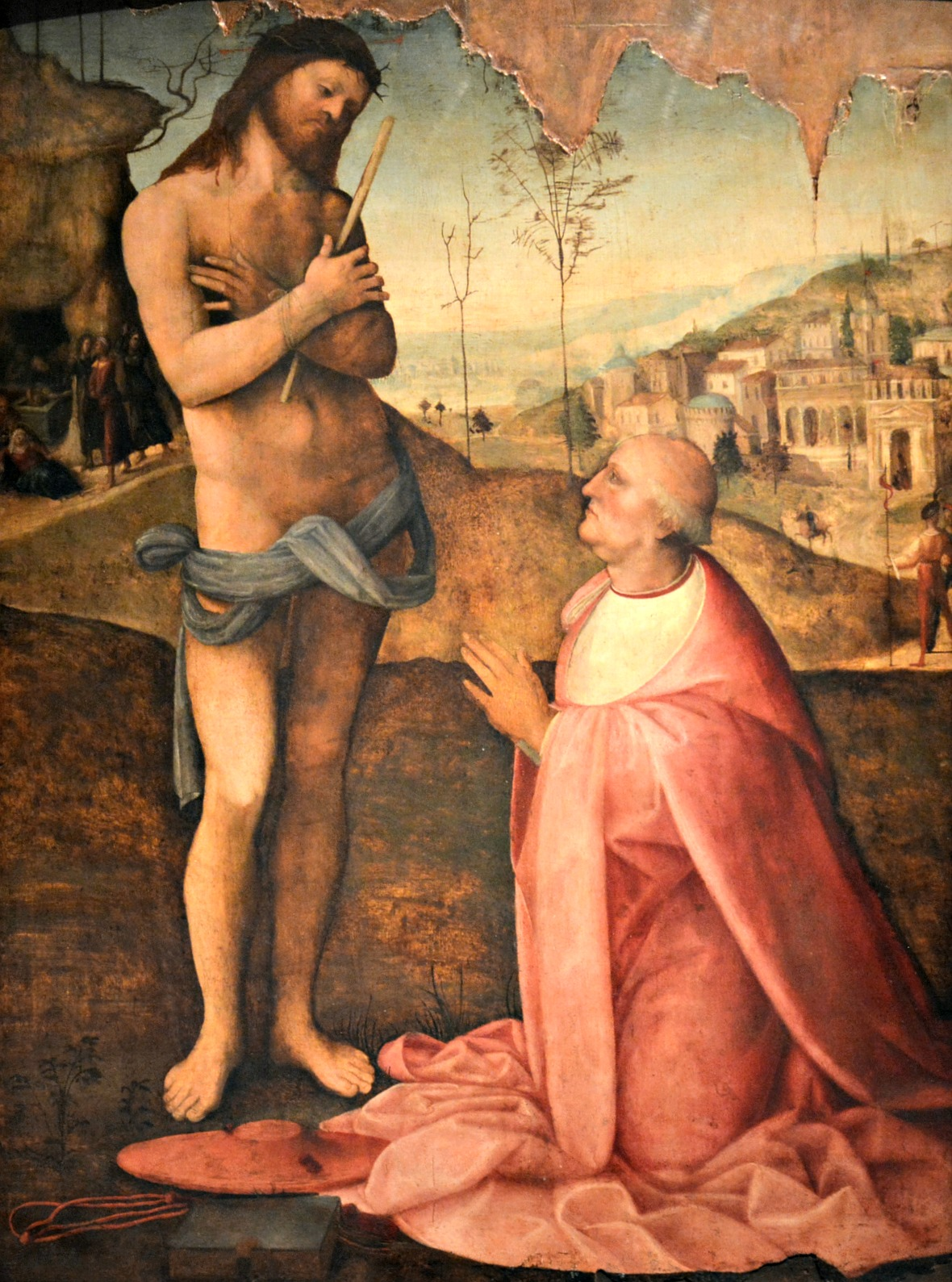
Cesare de Sesto, Cristo adorato dal cardinale Oliviero Carafa, ante 1511 (Museo di Capodimonte, Napoli)
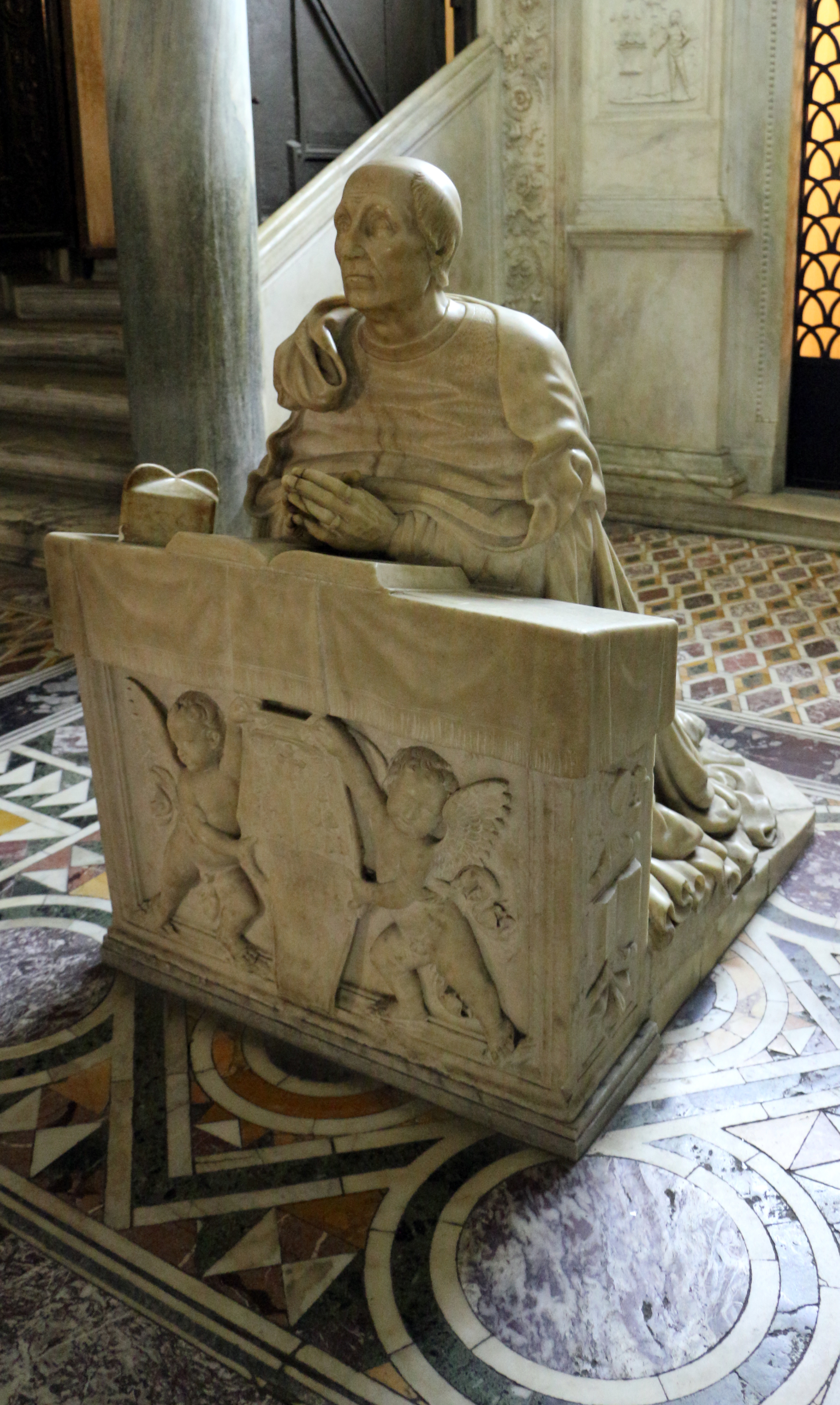
Scultore di ambito romano, Ritratto del cardinale Oliviero Carafa, 1510 (cappella del Succorpo, duomo di Napoli)